# Bathygadus dubiosus
Bathygadus dubiosus is een straalvinnige vissensoort uit de familie van rattenstaarten (Macrouridae). De wetenschappelijke naam van de soort is voor het eerst geldig gepubliceerd in 1913 door Weber.